# Franky G
Franky G, właśc. Francisco Gonzalez (ur. 30 października 1965 w Brooklynie, Nowy Jork) – amerykański aktor filmowy i telewizyjny.

## Życiorys
Pochodzi z Portoryko. Ma siedmioro rodzeństwa. Z czasem wraz z rodzicami przeprowadził się do Nowego Jorku. Studiował prawo karne detektyw na Północno-Wschodnim Stanowym Uniwersytecie w stanie Oklahoma. Później półprofesjonalnie rozpoczął karierę w piłkarską jako wspierający biegacz dla Long Island Tomahawks. Podczas współzawodnictwa kulturystów zdobył tytuł Mr Metropolis i Mr Queen. Dorabiał w klubie ze stripitzem jako dozorujący wykidajło, pracownik ochrony, dozorca i robotnik budowlany. Na wielkim ekranie zadebiutował rolą Juniora Moreno w dramacie familijnym Manito (2002), zdobywając nagrodę specjalną jury na Festiwalu Filmów Niezależnych Sundance w Park City, w stanie Utah. Na srebrnym ekranie pojawił się w serialu kryminalnym CBS Smith (2006) u boku Virginii Madsen, Jonny’ego Lee Millera i Simona Bakera.
Zamieszkał we Flushing, sąsiadującym w obrębie miasta Queens, jednej z dzielnic Nowego Jorku.

## Filmografia

### Filmy kinowe
- 2002: Manito jako Junior Moreno
- 2003: Przekręt doskonały (Confidence) jako Lupus
- 2003: Włoska robota (The Italian Job) jako mechanik
- 2003: Wonderland jako detektyw Louis Cruz
- 2005: Piła II (Saw II) jako Xavier
- 2006: Piła III (Saw III) jako Xavier (uśmiercony)

### Seriale TV
- 2005: Jonny Zero jako Jonny Calvo
- 2006: Smith jako Joe